# Brian Graden
Brian Graden (nascido a  23 de Março de 1963) é um executivo de televisão americano.

## Vida juvenil e Educação
Graden cresceu em Hillsboro, Illinois, e foi graduado da  Hillsboro High School em 1981.Ele foi graduado Oral Roberts University em 1985 com um curso em gestão e mais tarde graduado em MBA da Universidade de Harvard. Ele é judeu.

## Carreira
Ele começou a trabalhar na televisão, tornando-se um executivo da FOX, período em que viu a nimação curta de Trey Parker e Matt Stone, Jesus vs Frosty. Ele  encarregou-os de fazer outro filme para dar como cartão de Natal aos seus amigos. O filme, The Spirit of Christmas, tornou-se bastante conhecido online e entre celebridades e estudantes universitários. Mais tarde, ele ajudou Parker e Stone a desenvolver a animação na série South Park.
Em novembro de 1997, Graden foi promovido a vice-presidente executivo de programação da MTV após a abrupta renúncia de Andy Schuon.
Na edição de abril de 2007 da Out, ele foi classificado como o número dez da pessoa gay mais poderosa da América. Ele também foi nomeado um dos executivos mais influentes na programação de realidade Graden é o ex-presidente de programação da MTV, VH1, CMT e do canal LGBT Logo, cujo lançamento ele ajudou. Ele deixou a MTV Networks no final de 2009.